# Gonatopus lunatus
Gonatopus lunatus é uma espécie de insetos himenópteros, mais especificamente de vespas solitárias pertencente à família Dryinidae.
A autoridade científica da espécie é Klug, tendo sido descrita no ano de 1810.
Trata-se de uma espécie presente no território português.